# N album
《N album》是日本二人組合近畿小子的第15張專輯。於2016年9月21日由傑尼斯娛樂唱片公司發行。

## 解說
近睽違2年，近畿小子第15張專輯《N album》，本張專輯以「naked & natural」為主題，將近畿小子兩人最「真實自然」的感性呈現，由近畿小子製作，堂島孝平全面協力。繼單曲之後，再次與THE YELLOW MONKEY 吉井和哉、Base Ball Bear 小出祐介合作，此外也加入米倉利紀、THE BACK HORN松田晉二等製作陣容。
專輯收錄包含「沒有鑰匙的箱子」、「若懷抱夢想有時也會受傷」及「薔薇與太陽」等歌曲。
初回版（CD+DVD）、普通版（CD ONLY）兩種版本，封面不同。
初回版共收錄13 首歌曲，封入24P寫真歌詞冊，並附贈特典DVD（影像總長約22分鐘）。
普通版追加〈Summer～我倆的剪影～〉及〈雨聲的波麗露〉2首新曲，共收錄15 首歌曲，封入20P寫真歌詞冊 。

## 收錄歌曲

### 初回盤

#### CD
1. naked mind
  - 作詞：堂島孝平
  - 作曲：堂島孝平
  - 編曲：Susumu Kawaguchi, Fredrik Samsson
2. 沒有鑰匙的箱子（鍵のない箱）
  - 作詞：松井五郎
  - 作曲：加藤裕介
  - 編曲：鈴木雅也
  - 和音編排：Ko-saku
3. 單色 夢境（モノクローム ドリーム）
  - 作詞：堂島孝平
  - 作曲：堂島孝平
  - 編曲：CHOKKAKU
  - 和音編排：堂島孝平
4. 仰望星辰（星見ル振リ）
  - 作詞：久保田洋司
  - 作曲：萩原和樹
  - 編曲：堂島孝平
  - 和音編排：松本良喜
5. 薔薇與太陽（薔薇と太陽）
  - 作詞：吉井和哉
  - 作曲：吉井和哉
  - 編曲：船山基紀
6. 在鐵塔之下（鉄塔の下で）
  - 作詞：秋元康
  - 作曲：川浦正大
  - 編曲：石塚知生
  - 和音編排：Ko-saku
7. 螢
  - 作詞：吉井和哉 
  - 作曲：吉井和哉 
  - 編曲：吉井和哉 
  - 弦樂編排：sugarbeans
8. 陽炎 〜Kagiroi（陽炎 〜Kagiroi）
  - 作詞：堂本剛
  - 作曲：堂本剛／堂島孝平
  - 編曲：十川ともじ
9. Plugin Love
  - 作詞：MiNE
  - 作曲：Fredrik Hult, Beoar Hassan, Hamed "K-One" Pirouzpanah
  - 編曲：K-One
  - 和音編排：Ko-saku
10. 請讓夜晚停下吧（夜を止めてくれ）
  - 作詞：堂島孝平
  - 作曲：堂島孝平
  - 編曲：CHOKKAKU
  - 和音編排：岩田雅之
11. KING PROTEA
  - 作詞：米倉利紀
  - 作曲：米倉利紀
  - 編曲：柿崎洋一郎
  - 和音編排：米倉利紀
12. 若懷抱夢想有時也會受傷（夢を見れば傷つくこともある）
  - 作詞：秋元康
  - 作曲：伊秩弘将
  - 編曲：家原正樹
  - 和音編排：Ko-saku
13. 無論經過幾年（なんねんたっても）
  - 作詞：堂島孝平
  - 作曲：堂島孝平
  - 編曲：Jan Anderson, Peter Heden
  - 和音編排：堂島孝平

#### 初回版特典DVD收錄內容
1. 無論經過幾年 Music video & Making

### 通常盤
1. naked mind
2. 沒有鑰匙的箱子
3. 單色 夢境
4. 仰望星辰
5. 薔薇與太陽
6. 在鐵塔之下
7. 螢
8. 陽炎 〜Kagiroi
9. Plugin Love
10. 請讓夜晚停下吧
11. Summer 〜我倆的剪影～（Summer 〜僕らのシルエット〜）
  - 作詞：小出祐介
  - 作曲：原一博
  - 編曲：原一博
  - 主唱編排：竹上良成
  - 弦樂編排：今野均
  - 和音編排：Ko-saku
12. KING PROTEA
13. 雨聲的波麗露（雨音のボレロ）
  - 作詞：松田晋二
  - 作曲：Chris Meyer & Masaya Wada
  - 編曲：Chris Meyer
14. 若懷抱夢想有時也會受傷
15. 無論經過幾年